# Rafael Nadal
Rafael „Rafa“ Nadal Parera, 1. markýz z Llevantu na Mallorce, (* 3. června 1986 Manacor, Mallorca) je bývalý španělský tenista, nejlepší antukář mužské historie, který se na profesionálních okruzích pohyboval v letech 2001–2024.  Kariéru ukončil na listopadovém finále Davis Cupu 2024. Jako jediný tenista získal čtrnáct titulů z dvouhry jednoho grandslamu, které vybojoval na Roland-Garros. S dvaceti dvěma grandslamy figuruje na druhém místě mužských historických statistik za Novakem Djokovićem. Vyjma French Open vyhrál čtyřikrát US Open, dvakrát Wimbledon a dvakrát Australian Open. Na Letních olympijských hrách 2008 v Pekingu se stal olympijským vítězem ve dvouhře. Ze čtyřhry Her XXXI. olympiády v Riu de Janeiru si odvezl zlatou medaili v páru s Marcem Lópezem.
V letech 2008–2020 byl opakovaně světovou jedničkou ve dvouhře, kterou se poprvé stal jako historicky 24. v pořadí. V osmi obdobích na čele strávil 209 týdnů. Pětkrát sezónu zakončil na prvním místě. Do první světové desítky vstoupil jako 18letý během dubna 2005 a bez přerušení v ní setrval 912 týdnů do druhé poloviny března 2023, tedy při jejím opuštění ve 36 letech téměř polovinu života (17 let, 10 měsíců a 23 dní). Vytvořil tak mužský rekord, jímž překonal 788 týdnů Connorse a zaostal jen za 1000 týdny Navrátilové.
Se ziskem 36 singlových titulů v sérii Masters byl při ukončení kariéry v roce 2024 druhý za Djokovićem a s 22 trofejemi mu také patřila druhá příčka v kategorii ATP 500 za Federerem. Pro výkony na antuce získal přezdívku „antukový král“. Vítězstvím na Barcelona Open 2016 vyrovnal rekord 49 antukových trofejí Argentince Guillerma Vilase, který překonal triumfem na Monte-Carlo Masters 2017. Celkově vyhrál rekordních 63 antukových turnajů. Stal se také prvním hráčem otevřené éry se čtrnácti tituly z jediného turnaje, když rekordní počet drží na French Open. Dvanáctkrát ovládl Barcelona Open, jedenáctkrát Monte-Carlo Masters a desetkrát Rome Masters.
Výhrou na US Open 2010 se stal po Laverovi, Agassim a Federerovi čtvrtým hráčem v otevřené éře tenisu a celkově sedmým v historii, kterému se podařilo zkompletovat všechny čtyři grandslamové turnaje ve dvouhře. Newyorskou trofejí rovněž završil, jako druhý po Agassim, kariérní Zlatý Slam, kombinaci všech čtyř grandslamových titulů a olympijského zlata. V letech 2010 a 2013 skončil jako poražený finalista z Turnaje mistrů, když nejdříve podlehl Federerovi a poté Djokovićovi. Turnaj mistrů tak nevyhrál jako jediný velký turnaj z takových titulů definovaných ATP.
V monackém finále 2010 porazil Verdasca 6–0 a 6–1 v nejkratším finálovém duelu série Masters, založené roku 1990. Titulem na Monte-Carlo Masters 2011 vyhrál jako první tenista v otevřené éře stejný turnaj sedmkrát v řadě a odpoutal se od Vilasových šesti triumfů na ATP Buenos Aires. Vítězný boj o titul na Barcelona Open 2021 proti Tsitsipasovi znamenal časem 3 hodiny a 38 minut nejdelší finále na túře ATP od začátku počítání statistik v roce 1991, v zápasech na dvě vítězné sady.
V letech 2008, 2010, 2013, 2017 a 2019 zakončil sezónu na 1. místě dvouhry žebříčku ATP. Tím se stal prvním takovým hráčem v pěti nenavazujících sezónách. V období 1990–2017 působil v úloze hlavního trenéra strýc Toni Nadal. V sezóně 2017 jej nahradil bývalý tenista Carlos Moyà. Od roku 2005 až do završení kariéry byl členem trenérského týmu Francisco Roig a od sezóny 2022 rovněž Marc López.

## Soukromý život
S rodiči a mladší sestrou Mariou Isabel Nadalovou vyrůstal v pětipodlažním činžovním domě v rodném Manacoru na Mallorce. V červnu 2009 přinesl španělský deník La Vanguardia zprávu, jíž poté vydal také The New York Times, že se rodiče Ana Maria a Sebastian Nadalovi odloučili.
Jako rodilý pravák hrál přibližně do deseti let forhend i bekhend obouruč a následně začal hrát forhend levou rukou. První trenér, strýc Toni Nadal, jenž ho koučoval od čtyř let, toto pojetí podpořil s ohledem na výhodu leváků na dvorci. Mýtus, že se jednalo o strýcův nápad, vyvrátil Toni Nadal v rozhovoru z června 2020. V běžném životě je Rafael Nadal výhradně pravák.
V rozhovoru pro časopis Sports Illustrated z roku 2010 se označil za agnostika. Ve školním věku sledoval příběhy Gokiho v japonském anime Dragon Ball (Dračí koule). Pozdější článek CNN, věnující se jeho dětským inspiracím, jej v narážce na anime označil za „dračí kouli v tenisu /dračí tenisák/“ (Dragon Ball of tennis), pro neortodoxní herní styl „z jiné planety“.

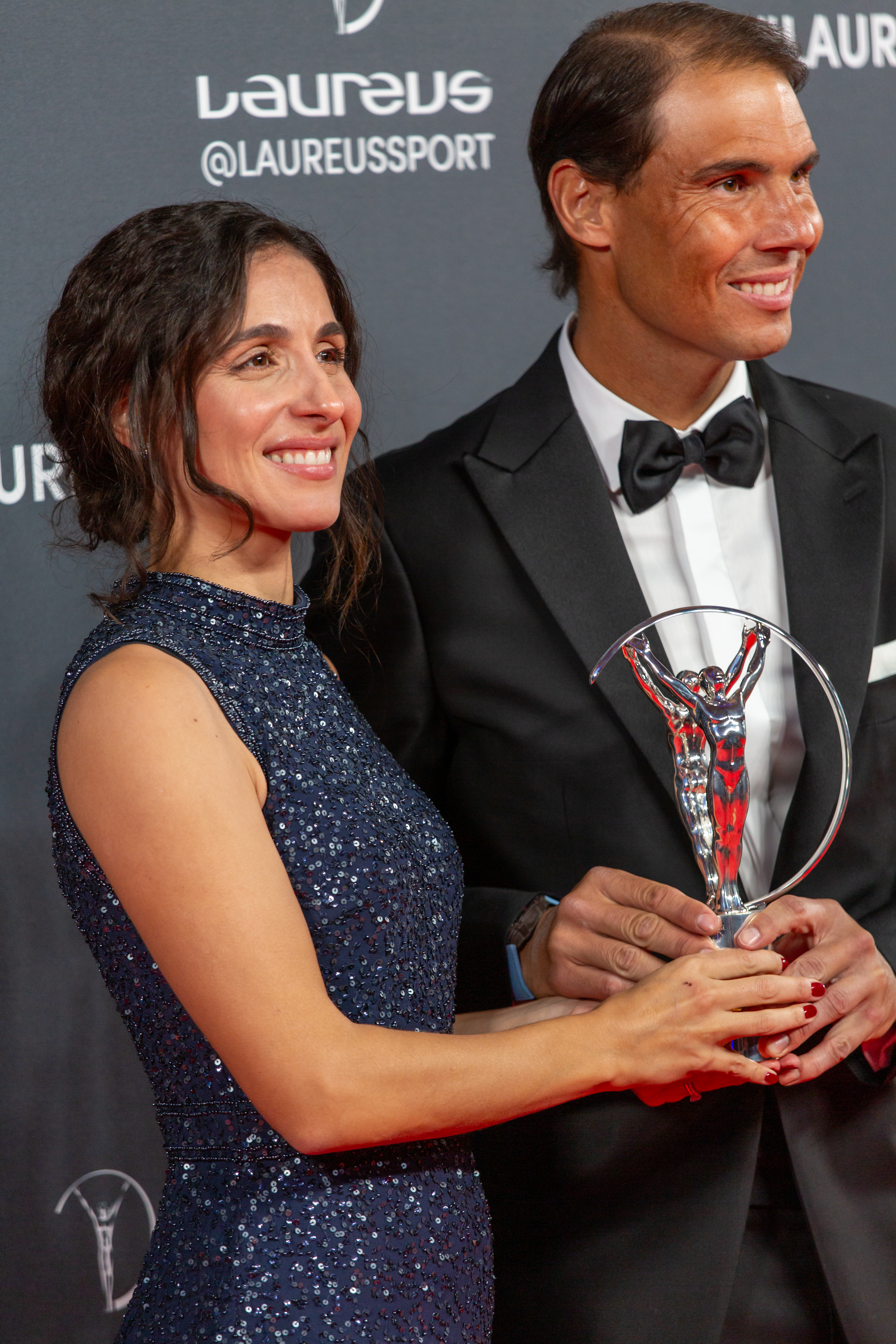
Nadal s manželkou Marií Perelló Pascualovou po převzetí Ceny sportu pro dobrou věc 2024, kategorie ceny Laureus

V roce 2005 mu byl na levé noze diagnostikován Müllerův-Weissův syndrom, degenerativní onemocnění loďkovité kosti dlouhodobě způsobující bolest. Tenista preferoval konzervativní léčbu. Po zhoršení stavu např. vynechal druhou polovinu sezóny 2021 od US Open Series. Na French Open 2022 hrál s injekcemi tišícími bolest, které vedly ke snížené intenzitě čití v noze.
Vyjma tenisu se věnuje také fotbalu, golfu a pokeru. Během dubna 2014 hrál v Monaku poker s ženskou světovou jedničku Vanessou Selbstovou. Knižní životopis Rafa (ISBN 1-4013-1092-3), napsaný s novinářem Johnem Carlinem, vydal v roce 2011.
V roce 2005 navázal partnerský vztah s Maríou Franciscou (Xisca) Perellóovou. V lednu 2019 následovalo zasnoubení a sňatek proběhl v říjnu téhož roku v mallorské pevnosti La Fortaleza, za přítomnosti bývalého španělského krále Juana Carlose I. V říjnu 2022 se jim narodil syn Rafael.
Při výročí uvedení na trůn jej v červnu 2025 španělský král Filip VI. povýšil do šlechtického stavu za „příspěvek národu prostřednictvím sportovních dovedností“ a udělil mu dědičný titul „markýz z Llevantu na Mallorce“.

## Tenisová kariéra
Na žebříčku ATP byl ve dvouhře nejvýše klasifikován v srpnu 2008 na 1. místě. Na pozici světové jedničky vydržel nepřetržitě 46 týdnů, než se 6. července 2009 do čela vrátil Roger Federer. Mezi dubnem 2005 až květnem 2007 na antuce zaznamenal sérii 81zápasové neporazitelnosti, která skončila až finálovou prohrou v Hamburku s Federerem. Během této šňůry získal třináct antukových titulů, čímž vytvořil mužský historický rekord.

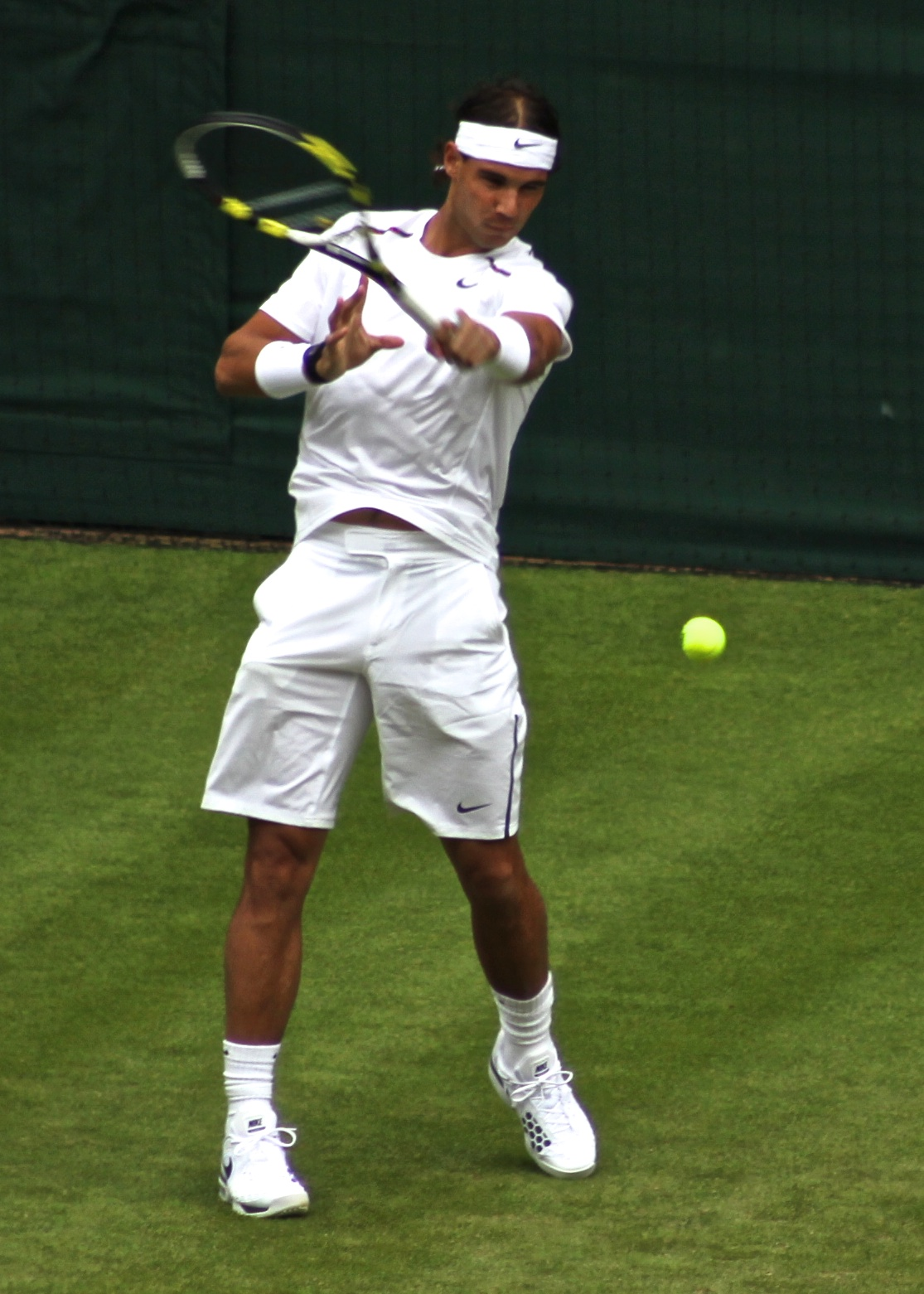
Ve druhém kole Wimbledonu 2012 jej vyřadil stý hráč žebříčku Lukáš Rosol. I v dalších třech ročnících dohrál na londýnském pažitu s hráčem figurujícím na 100. či nižší příčce.

 Na okruhu ATP Tour vyhrál devadesát dva turnajů ve dvouhře, což jej při ukončení kariéry řadilo na čtvrtou příčku otevřené éry. Na grandslamů získal dvacet dva trofejí, z toho French Open ovládl v letech 2005, 2006, 2007, 2008, 2010, 2011, 2012, 2013, 2014, 2017, 2018, 2019, 2020 a 2022, Wimbledon 2008 i 2010, Australian Open 2009, a US Open 2010, 2013, 2017 i 2019. Jako poražený finalista odešel z wimbledonských finále 2006 a 2007, když nestačil na světovou jedničku Rogera Federera. K singlovým trofejím přidal na túře ATP jedenáct triumfů ze čtyřhry.
V červnu 2009 musel kvůli chronickým potížím s koleny odříct účast ve Wimbledonu, kde měl obhajovat titul. Na turnaji v Monte-Carlu 2010 vyhrál jako první tenista v otevřené éře stejný turnaj šestkrát v řadě (2005–2010), když ve finále porazil Verdasca 6–0, 6–1. Jednalo se o nejkratší finále kategorie Masters v historii, od roku 1990. Ve finále turnaje v Madridu v květnu 2010 porazil obhájce titulu Rogera Federera, čímž získal rekordní osmnáctý titul z kategorie Masters, nejvíce ze všech tenistů historie. Druhý Andre Agassi jich nasbíral sedmnáct. Jako první tenista také vyhrál tři za sebou jdoucí antukové turnaje této kategorie v Monte-Carlu, Římě a Madridu. Na těchto turnajích ztratil celkově jen dva sety. Tyto výsledky mu k 17. květnu 2010 zajistily návrat na druhé místo žebříčku ATP. Po vítězství na French Open 2010 se vrátil na vrchol žebříčku ATP. Následně vyhrál zbývající dva grandslamy sezóny Wimbledon i US Open a potvrdil nadvládu v daném kalendářním roku. V letech 2011 až 2021 převzal cenu Laureus, označovanou za sportovního Oscara, pro nejlepšího sportovce světa.
V letech 2012–2015 opustil čtyřikrát v řadě Wimbledon v rané fázi soutěže. Vždy skončil na raketě tenisty postaveného na 100. či nižším místě světové klasifikace. Postupně tak Španěla vyřadili Lukáš Rosol (100. ATP, 2012), Steve Darcis (135., 2013), Nick Kyrgios (144., 2014) a konečně německý kvalifikant Dustin Brown (102., 2015).
Po zisku desáté trofeje na Barcelona Open 2017 po něm organizátoři pojmenovali centrální dvorec. V následném ročníku barcelonského turnaje 2018 vyhrál jako čtvrtý hráč otevřené éry 400. zápas na antuce. Navázal tak na Guillerma Vilase (659 výher), Manuela Orantese (502) a Thomase Mustera (422).

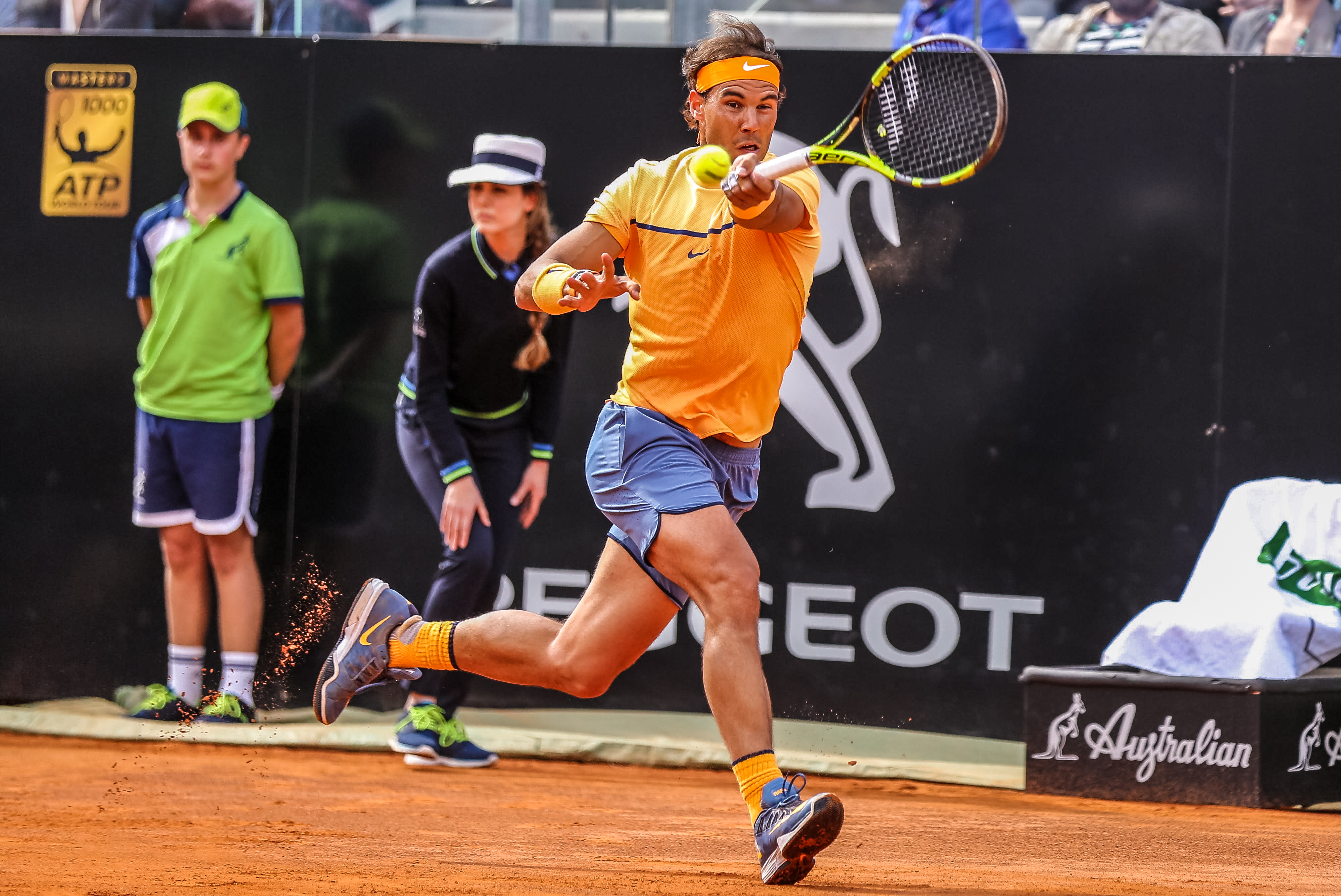
Probíhaný forhend na Rome Masters 2016

Antukovou neporazitelnost čítající 21 zápasů a 50 setů zaznamenal od French Open 2017 do čtvrtfinále Mutua Madrid Open 2018. Ohraničily ji prohry s Rakušanem Dominicem Thiemem, který se v sezóně 2017 stal jediným hráčem, který Nadala na antuce porazil ve čtvrtfinále květnového Rome Masters 2017, v týdnu před Roland Garros. Naopak Španěl Thiema zdolal ve finále předcházejícího Mutua Madrid Open 2017, v semifinále French Open 2017 a deklasoval jej na Monte-Carlo Rolex Masters 2018. Rakouskému tenistovi pak podlehl ve čtvrtfinále Mutua Madrid Open 2018, čímž přišel na jeden týden o post světové jedničky. Thiem se stal po Djokovićovi a Gaudiovi třetím hráčem, jenž mallorského rodáka dokázal na antuce porazit alespoň třikrát. Po Nadalově osmém triumfu na Rome Masters 2018 se do čela světové klasifikace vrátil. Vítězství na Rogers Cupu 2018 znamenalo, že se Canada Masters stal prvním turnajem série Masters s tvrdým povrchem, na němž zvítězil čtyřikrát.
Na French Open 2019 postoupil do finále přes Federera. V boji o titul porazil světovou čtyřku Dominica Thiema, jenž mu odebral jediný set na turnaji. Ziskem dvanáctého triumfu překonal historický grandslamový rekord ve dvouhře, který držel s Australankou Margaret Courtovou. Finálová výhra znamenala 950. vítězný zápas na okruhu ATP Tour, což jej řadilo na 4. místo za Federera, Connorse a Lendla. V červenci se ve Wimbledonu 2019 probojoval do semifinále, kde ve čtyřech setech podlehl Federerovi. Vítězně pak odešel z pětisetové finálové bitvy na US Open 2019 proti Rusu Daniilu Medveděvovi a ve Flushing Meadows si připsal čtvrtou trofej.

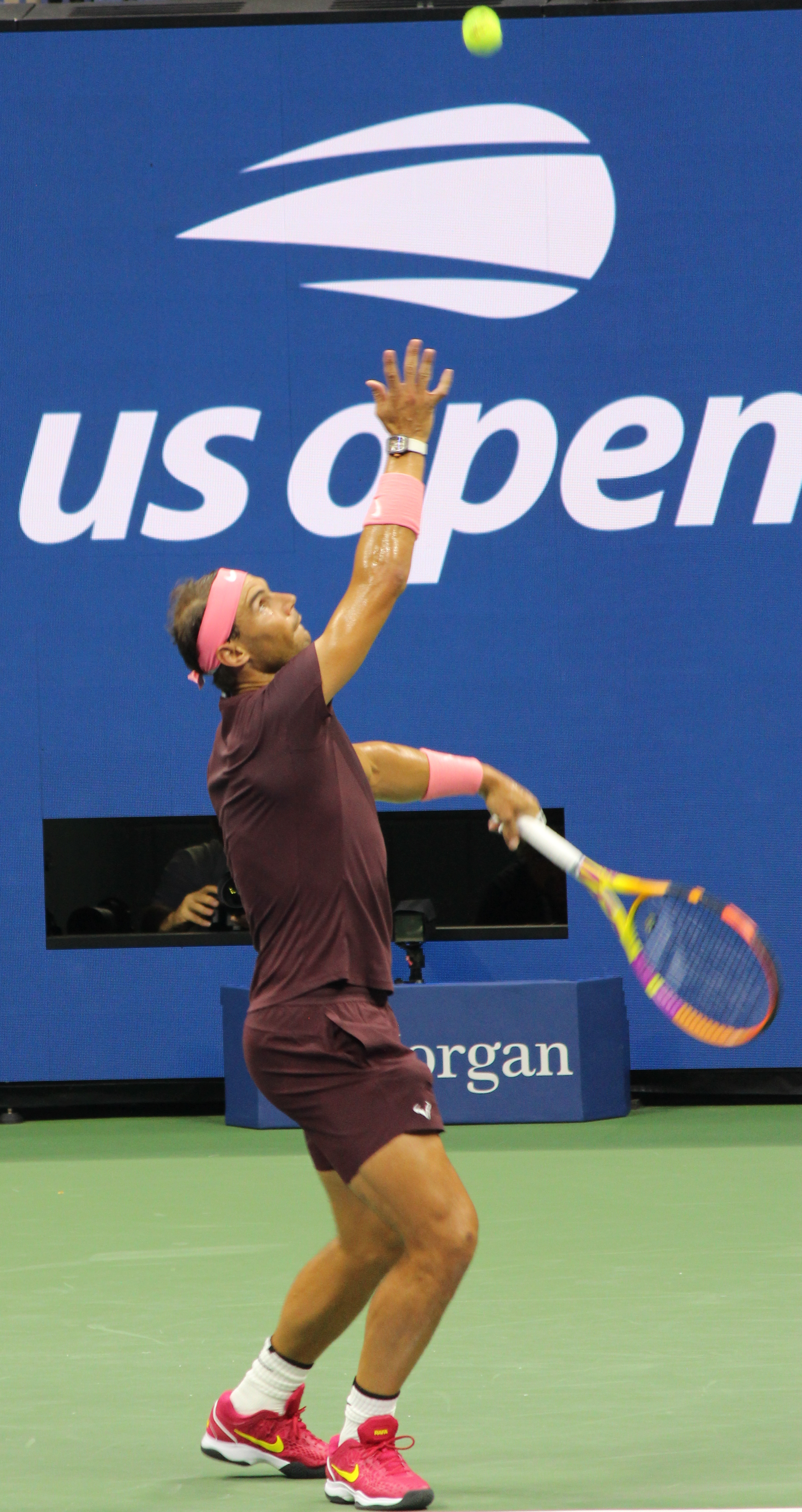
Podání na US Open 2022

Na Australian Open 2020 se probojoval do čtvrtfinále, kde ho vyřadil Dominic Thiem. Třetí trofej z acapulského Mexican Open získal na únorovém Abierto Mexicano Telcel 2020, kde v boji o titul přehrál Američana Taylora Fritze. Následovalo pětiměsíční přerušení sezóny kvůli koronavirové pandemii. V srpnu se odhlásil z US Open 2020 pro neuspokojivý průběh infekce ve Spojených státech. Prvním turnajem v obnovené části sezóny se stal římský Internazionali BNL d'Italia 2020, na němž ve čtvrtfinále podlehl Diegu Schwartzmanovi. Argentinec jej přehrál až v desátém vzájemném utkání. Dva týdny starou porážku Schwartzmanovi oplatil v semifinále French Open 2020, kde zvládl i finálový duel proti Djokovićovi. Rekordní čtrnáctou trofejí z Roland Garros v roce 2022 navýšil vlastní grandslamový rekord v počtu titulů z dvouhry jediného majoru. Stal se rovněž prvním tenistou se čtrnácti trofejemi z jediného profesionálního turnaje. Dvacátým kariérním grandslamem se v mužských statistikách vyrovnal prvnímu Federerovi. Finálovou výhrou ve svém 1 200. zápasu na ATP Tour dosáhl jako první tenista na jubilejní 100. pařížské vítězství. Stal se také prvním mužem otevřené éry, který počtvrté ovládl grandslam bez ztráty setu a prvním tenistou historie, jemuž se podařilo podesáté obhájit titul z jediného majoru.
Tituly na Australian Open 2022 a French Open 2022 vybojoval dvacátou první a druhou trofej z majorů. Na čele mužských historických statistik získal náskok dvou titulů před Djokovićem a Federerem. Roland Garros 2022 navíc vyhrál ve 36 letech jako nejstarší šampion mužské dvouhry, když překonal věkový rekord 34letého krajana Andrése Gimena z roku 1972. Jako první tenista ovládl jeden turnaj čtrnáctkrát. Z turnaje odjížděl s rekordní bilancí zápasů 112–3 a setů 335–34, včetně semifinálových a finálových výher v poměru 28–0.
V závěru druhé sady druhého kola Australian Open 2023 proti Mackenziemu McDonaldovi si přivodil zranění levého bedrokyčelního svalu, které mu znemožnilo plnohodnotně hrát bekhend a pohybovat se po dvorci. Přestože zvažoval skreč, z pozice obhájce trofeje utkání dohrál. Jednalo se o nejčasnější vyřazení obhájce v Melbourne Parku od Djokovićovy prohry v téže fázi ročníku 2017. Následně na okruhu nehrál. V květnu 2023 před obhajobou pařížské trofeje oznámil, že se na dvorce vrátí až v roce 2024, ve zřejmě poslední sezóně kariéry. Na Roland Garros 2023 nestartoval poprvé od svého debutu v roce 2005. Po skončení opustil první světovou stovku žebříčku, a to premiérově od 21. dubna 2003, kdy do ní v 16 letech vstoupil na 96. místě. Po ztrátě bodů klesl z 15. na 136. příčku. Na okruh se vrátil lednovým Brisbane International 2024 jako 672. hráč světa. Po výhrách nad Thiemem a Australanem Jasonem Kublerem podlehl padesátému pátému hráči světa Jordanu Thompsonovi. Ve druhé sadě téměř tříapůlhodinové bitvy nevyužil tři mečboly. Během zápasu si však přivodil svalovou mikrotrhlinu, jíž odhalila magnetická rezonance v Melbourne. Z Austrálie tak odcestoval k léčbě do Španělska. Poté absentoval až do dubnového Barcelona Open Banco Sabadell 2024. V prvním zápase na antuce od French Open 2022 porazil před 8,5tisícovou návštěvou Itala Flavia Cobolliho. Ve druhém kole podlehl světové jedenáctce Alexi de Minaurovi, který se stal jeho vůbec prvním australským přemožitelem na antuce. Ze sedmnácti odehraných ročníků Barcelona Open jich dvanáct vyhrál a odešel poražen jen od Corretjy (2003), Almagra (2014), Fogniniho (2015), Thiema (2019) a de Minaura (2024).
Ve čtvrtfinále bastadského Nordea Open 2024 porazil Mariana Navoneho. Třísetová bitva trvala přesně 4 hodiny. Od zavedení statistik ATP v roce 1991 se stala třetím nejdelším zápasem hraným na dva vítězné sety. Pro Nadala to bylo druhé nejdelší utkání na dvě vítězné sady, když za tím nejdelším ze semifinále Madrid Open 2009 proti Djokovićovi zaostalo jen o tři minuty. Nejdelším duelem ATP tak zůstávalo semifinále z letní olympiády 2012 (bez tiebreaku ve třetí sadě) mezi Federerem a del Potrem s časem 4:26 hodiny. V bastadském finále pak Nadal získal jen pět gamů na Portugalce Nuna Borgese.

## Týmové soutěže

### Davis Cup

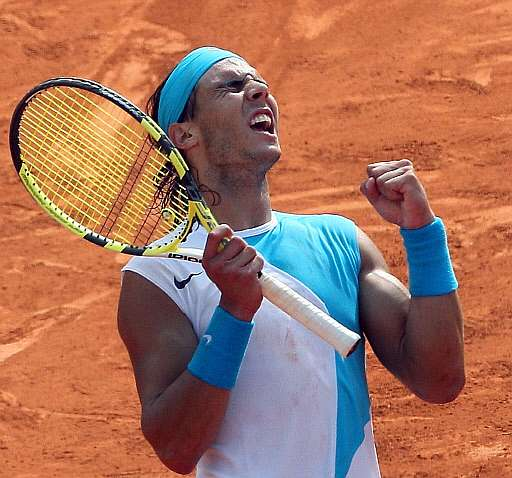
Emoce ve finále French Open 2007 proti Federerovi

Ve španělském daviscupovém týmu debutoval v roce 2004 brněnským 1. kolem Světové skupiny proti České republice, v němž prohrál s Jiřím Novákem a zdolal Radka Štěpánka. Přestože odešel poražen také ze čtyřhry, Španělé postoupili po výhře 3:2 na zápasy. Porážka od Nováka je jeho jedinou prohrou z celkových 30 odehraných singlů v soutěži.
V letech 2004, 2009, 2011 a 2019 dovedl španělský tým k zisku salátové mísy. Při triumfu v ročníku 2008 nebyl členem finálové sestavy, když zasáhl jen do světového čtvrtfinále a semifinále. Do listopadu 2024 v Davis Cupu nastoupil k dvaceti čtyřem mezistátním utkáním s bilancí 29–1 ve dvouhře a 8–4 ve čtyřhře.

### Olympijské hry
Španělsko reprezentoval na Letních olympijských hrách 2008 v Pekingu. V mužské dvouhře startoval jako druhý nasazený. V semifinále zdolal Novaka Djokoviće a v boji o zlatou medaili přehrál chilskou turnajovou dvanáctku Fernanda Gonzáleze bez ztráty setu. Do mužské čtyřhry nastoupili s Tommym Robredem z pozice šestých nasazených. Soutěž opustili po prohře ve druhém kole od australského páru Chris Guccione a Lleyton Hewitt.
Z londýnských Her XXX. olympiády se odhlásil pro poranění kolena, když na řadu měsíců posledním turnajem byl červencový Wimbledon 2012. Na zahajovacím ceremoniálu Letních olympijských her 2016 v Riu de Janeiru byl vlajkonošem španělské výpravy. V riodejaneirské dvouhře prohrál utkání o bronzovou medaili s Japoncem Keiem Nišikorim ve třech sadách. V deblové soutěži LOH 2016 se stal olympijským vítězem, když po boku Marca Lópeze ve finále zdolali Rumuny Florina Mergeu s Horiou Tecăuem. Na letní olympiádě 2024 v Paříži jej na Chatrieově dvorci ve druhém kole vyřadila světová dvojka Novak Djoković.

### ATP Cup
Na premiérovém ročníku australské týmové soutěže v roce 2020 dovedl španělský výběr z pozice světové jedničky do finále, když vyhrál čtyři ze šesti dvouher. Jeho přemožiteli se stali Belgičan David Goffin ve čtvrtfinále a druhý hráč žebříčku Srb Novak Djoković ve finále. V boji o titul Španělsko podlehlo Srbsku 1:2 na zápasy.

## Vzájemná soupeření

### Federer vs. Nadal
Nadal a Roger Federer se spolu na okruhu ATP střetávají od roku 2004 a jejich vzájemná utkání představují významnou část profesionální kariéry pro každého z nich.

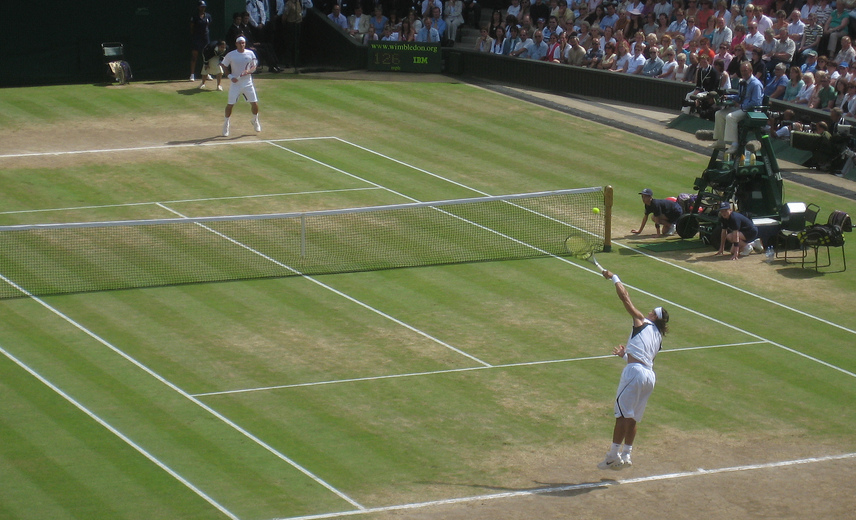
ve finále Wimbledonu 2006 podlehl Rogeru Federerovi

Oba hráči figurovali na první a druhé příčce žebříčku ATP nepřetržitě od července 2005 až do 17. srpna 2009, kdy Nadala na druhé pozici vystřídal Skot Andy Murray. Švýcar a Španěl představují jedinou dvojici v historii mužského tenisu, která zakončila šest sezón v řadě na prvních dvou místech světové klasifikace, a to v období 2005–2010. Od února 2004 byl Federer světovou jedničkou nepřetržitě 237 týdnů, což představuje rekordní období v tenise. O pět let mladší Nadal se propracoval na druhou příčku v červenci 2005 a držel ji 160 týdnů za sebou, čímž také vytvořil nový rekord na této pozici. Následně, v srpnu 2008, vystřídal basilejského rodáka na čele mužského hodnocení.
Nadal má aktivní bilanci vzájemných utkání v poměru 24–15. Šestnáct z třiceti devíti duelů se uskutečnilo na antuce, nejdominantnějším povrchu mallorského rodáka. Federer vícekrát zvítězil na jím preferované trávě (2–1) a také v hale na tvrdém povrchu (5–1), zatímco španělský hráč je úspěšnější na otevřených dvorcích s tvrdým povrchem (8–6) a antuce (14–2). Vzhledem ke skutečnosti, že nasazování na turnajích vychází z žebříčkového postavení, utkali se oba hráči čtyřiadvacetkrát až ve finále, z toho devětkrát v boji o grandslamový titul, což je také rekordní zápis dvojice. V letech 2006 až 2008 proti sobě nastoupili v každém finále French Open a Wimbledonu. Potkali se také v závěrečném zápasu Australian Open 2009 a French Open 2011. Nadal získal ve svůj prospěch šest výher, když ztratil pouze první dvě wimbledonská finále a jedno melbournské. Čtyři z devíti grandslamových klání o titul měla pětisetový průběh, konkrétně ve Wimbledonu 2007 a 2008 a na Australian Open 2009 i 2017. Wimbledonské finále z roku 2008 bývá řadou tenisových analytiků označováno za nejlepší zápas historie tenisu.
Třináct střetnutí dospělo do poslední rozhodující sady. Pár také vytvořil rekordní počet dvanácti vzájemných finále v sérii Masters. Mezi tyto finálové boje patří i dlouhá pětihodinová bitva na Rome Masters 2006, kterou ve svůj prospěch získal Španěl až v tiebreaku pátého setu poté, co předtím odvrátil dva mečboly.

### Djoković vs. Nadal
Nadal a Novak Djoković svedli větší počet vzájemných střetnutí, než jakákoli jiná dvojice v otevřené éře tenisu. Celkově se utkali v šedesáti zápasech, v nichž kladnou bilanci výher a proher poprvé drží Djoković těsným poměrem 31–29. Jubilejní šedesátý duel ovládl Djoković ve druhém kole pařížské olympiády 2024.
V sezónách 2006–2010 byla jejich vzájemná série zastiňována soupeřením Federera a Nadala. Větší pozornost na sebe začala poutat od prvního finále Grand Slamu na US Open 2010, v němž se dvojice utkala. Jedná se o jediný pár tenistů, jehož členové proti sobě odehráli finálové zápasy na všech čtyřech grandslamových turnajích, a to dokonce bez přerušení. Finálový duel na Australian Open 2012 je řadou odborníků řazen k nejlepším utkáním tenisové historie. Mary Carillová a John McEnroe označili tento zápas, spolu s jejich semifinále na French Open 2013, vůbec za nejlepší klání hraná na tvrdém povrchu a antuce. Web ATPworldtour.com hodnotil soupeření této dvojice za třetí nejlepší v první dekádě třetího tisíciletí.
První duel oba proti sobě odehráli ve čtvrtfinále French Open 2006, z něhož vítězně vyšel Španěl poté, co byl srbský hráč přinucen utkání ve třetí sadě skrečovat pro zranění. Po zápasu Djoković médiím sdělil, že pochopil co je třeba udělat, aby Nadala přehrál a dodal, že soupeř byl „na antuce k poražení“. Od té doby zaujal Srb roli hlavního Nadalova soupeře na jeho nejdominantnější antuce, když mu na tomto povrchu uštědřil přes polovinu všech porážek. K premiérovému finále oba nastoupili na Indian Wells Masters 2007, z něhož vyšel vítězně mallorský rodák. Jednalo se o teprve druhé vzájemné střetnutí na okruhu ATP Tour. O týden později slavil debutový triumf Djoković, když soupeře zdolal ve čtvrtfinále Miami Masters 2007. Od března 2011 do dubna 2013 se dvojice utkala ve třinácti finálových zápasech bez přerušení, z nichž osm vyhrál srbský hráč.

## Výběr rekordů
| Turnaj              | od roku | rekord                                                                        | sdílení        |
| ------------------- | ------- | ----------------------------------------------------------------------------- | -------------- |
| Grand Slam          | 1877    | 14 titulů z dvouhry jediného grandslamu (French Open)                         | zůstává sám    |
| Grand Slam          | 1877    | 14 finále z dvouhry jediného grandslamu (French Open)                         | zůstává sám    |
| Grand Slam          | 1877    | 112 vítězných zápasů na jediném grandslamu (French Open)                      | zůstává sám    |
| Grand Slam          | 1877    | 10 sezón bez přerušení vítěz alespoň 1 titulu (2005–2014)                     | zůstává sám    |
| Grand Slam          | 1877    | vítěz alespoň 1 titulu ve 14 sezónách                                         | zůstává sám    |
| Grand Slam          | 1877    | vítěz titulů na 3 površích v jediném kalendářním roce (2010)                  | Novak Djoković |
| Grand Slam          | 1877    | 3 navazující tituly na 3 různých površích                                     | zůstává sám    |
| Grand Slam          | 1877    | 9 obhájených titulů v mužské dvouhře jediného grandslamu (French Open)        | zůstává sám    |
| Grand Slam          | 1877    | 13leté období mezi tituly na jediném grandslamu (Australian Open 2009 a 2022) | zůstává sám    |
| Grand Slam          | 1877    | nejdelší finále historie – Australian Open 2012, 5:53 hodin                   | Novak Djoković |
| Grand Slam          | 1877    | nejvyšší úspěšnost výher na antuce (112–4, 65,55 %)                           | zůstává sám    |
| French Open         | 1925    | 14 titulů v mužské dvouhře                                                    | zůstává sám    |
| Antukové turnaje    | 1891    | 63 titulů v mužské dvouhře                                                    | zůstává sám    |
| ATP Masters 1000    | 1970    | nejvíce titulů z mužské dvouhry jediného Mastersu (Monte-Carlo Masters)       | zůstává sám    |
| ATP Masters 1000    | 1970    | 10 sezón bez přerušení vítěz alespoň 1 titulu (2005–2014)                     | zůstává sám    |
| ATP Masters 1000    | 1970    | 21 čtvrtfinále bez přerušení (2008–2010)                                      | zůstává sám    |
| Barcelona Open      | 1953    | 12 titulů z mužské dvouhry                                                    | zůstává sám    |
| Monte-Carlo Masters | 1897    | 11 titulů z mužské dvouhry                                                    | zůstává sám    |
| Rome Masters        | 1930    | 10 titulů z mužské dvouhry                                                    | zůstává sám    |
| Madrid Open         | 2002    | 5 titulů z mužské dvouhry                                                     | zůstává sám    |
| Žebříček ATP        | 1973    | nejdelší období v Top 10 bez přerušení (912 týdnů, 2005–2023)                 | zůstává sám    |

## Finále na Grand Slamu

### Mužská dvouhra: 30 (22–8)
| Stav      | rok  | Grand Slam          | povrch | soupeř ve finále | výsledek                           |
| --------- | ---- | ------------------- | ------ | ---------------- | ---------------------------------- |
| Vítěz     | 2005 | French Open         | antuka | Mariano Puerta   | 6–7(6–8), 6–3, 6–1, 7–5            |
| Vítěz     | 2006 | French Open (2)     | antuka | Roger Federer    | 1–6, 6–1, 6–4, 7–6(7–4)            |
| Finalista | 2006 | Wimbledon           | tráva  | Roger Federer    | 0–6, 6–7(5–7), 7–6(7–2), 3–6       |
| Vítěz     | 2007 | French Open (3)     | antuka | Roger Federer    | 6–3, 4–6, 6–3, 6–4                 |
| Finalista | 2007 | Wimbledon (2)       | tráva  | Roger Federer    | 6–7(7–9), 6–4, 6–7(3–7), 6–2, 2–6  |
| Vítěz     | 2008 | French Open (4)     | antuka | Roger Federer    | 6–1, 6–3, 6–0                      |
| Vítěz     | 2008 | Wimbledon           | tráva  | Roger Federer    | 6–4, 6–4, 6–7(5–7), 6–7(8–10), 9–7 |
| Vítěz     | 2009 | Australian Open     | tvrdý  | Roger Federer    | 7–5, 3–6, 7–6(7–3), 3–6, 6–2       |
| Vítěz     | 2010 | French Open (5)     | antuka | Robin Söderling  | 6–4, 6–2, 6–4                      |
| Vítěz     | 2010 | Wimbledon (2)       | tráva  | Tomáš Berdych    | 6–3, 7–5, 6–4                      |
| Vítěz     | 2010 | US Open             | tvrdý  | Novak Djoković   | 6–4, 5–7, 6–4, 6–2                 |
| Vítěz     | 2011 | French Open (6)     | antuka | Roger Federer    | 7–5, 7–6(7–3), 5–7, 6–1            |
| Finalista | 2011 | Wimbledon (3)       | tráva  | Novak Djoković   | 4–6, 1–6, 6–1, 3–6                 |
| Finalista | 2011 | US Open             | tvrdý  | Novak Djoković   | 2–6, 4–6, 7–6(7–3), 1–6            |
| Finalista | 2012 | Australian Open     | tvrdý  | Novak Djoković   | 7–5, 4–6, 2–6, 7–6(7–5), 5–7       |
| Vítěz     | 2012 | French Open (7)     | antuka | Novak Djoković   | 6–4, 6–3, 2–6, 7–5                 |
| Vítěz     | 2013 | French Open (8)     | antuka | David Ferrer     | 6–3, 6–2, 6–3                      |
| Vítěz     | 2013 | US Open (2)         | tvrdý  | Novak Djoković   | 6–2, 3–6, 6–4, 6–1                 |
| Finalista | 2014 | Australian Open (2) | tvrdý  | Stan Wawrinka    | 3–6, 2–6, 6–3, 3–6                 |
| Vítěz     | 2014 | French Open (9)     | antuka | Novak Djoković   | 3–6, 7–5, 6–2, 6–4                 |
| Finalista | 2017 | Australian Open (3) | tvrdý  | Roger Federer    | 4–6, 6–3, 1–6, 6–3, 3–6            |
| Vítěz     | 2017 | French Open (10)    | antuka | Stan Wawrinka    | 6–2, 6–3, 6–1                      |
| Vítěz     | 2017 | US Open (3)         | tvrdý  | Kevin Anderson   | 6–3, 6–3, 6–4                      |
| Vítěz     | 2018 | French Open (11)    | antuka | Dominic Thiem    | 6–4, 6–3, 6–2                      |
| Finalista | 2019 | Australian Open     | tvrdý  | Novak Djoković   | 3–6, 2–6, 3–6                      |
| Vítěz     | 2019 | French Open (12)    | antuka | Dominic Thiem    | 6–3, 5–7, 6–1, 6–1                 |
| Vítěz     | 2019 | US Open (4)         | tvrdý  | Daniil Medveděv  | 7–5, 6–3, 5–7, 4–6, 6–4            |
| Vítěz     | 2020 | French Open (13)    | antuka | Novak Djoković   | 6–0, 6–2, 7–5                      |
| Vítěz     | 2022 | Australian Open (2) | tvrdý  | Daniil Medveděv  | 2–6, 6–7(5–7), 6–4, 6–4, 7–5       |
| Vítěz     | 2022 | French Open (14)    | antuka | Casper Ruud      | 6–3, 6–3, 6–0                      |

## Účast na Turnaji mistrů
| Sezóna | 2005 | 2006 | 2007 | 2008 | 2009 | 2010 | 2011 | 2012 | 2013 | 2014 | 2015 | 2016 | 2017 | 2018 | 2019 | 2020 | 2021 | 2022 | 2023 | SR     | V–P   | %    |
| ------ | ---- | ---- | ---- | ---- | ---- | ---- | ---- | ---- | ---- | ---- | ---- | ---- | ---- | ---- | ---- | ---- | ---- | ---- | ---- | ------ | ----- | ---- |
|        | A    | SF   | SF   | A    | ZS   | F    | ZS   | A    | F    | A    | SF   | A    | ZS   | A    | ZS   | SF   | DNQ  | ZS   | A    | 0 / 11 | 21–18 | 54 % |

## Finále na okruhu ATP Tour

### Dvouhra: 131 (92–39)
| Legenda                                             |
| --------------------------------------------------- |
| Grand Slam (22–8)                                   |
| Letní olympijské hry (1–0)                          |
| Turnaj mistrů (0–2)                                 |
| ATP Masters Series / ATP Tour Masters 1000 (36–17)  |
| ATP International Series Gold / ATP Tour 500 (23–6) |
| ATP International Series / ATP Tour 250 (10–6)      |

| Finále podle povrchu |
| -------------------- |
| tvrdý (25–27)        |
| antuka (63–9)        |
| tráva (4–3)          |
| koberec (0–0)        |

| Finále podle místa |
| ------------------ |
| venku (90–34)      |
| hala (2–5)         |

| Stav      | č.  | datum              | turnaj                                    | povrch    | soupeř ve finále      | výsledek                               |
| --------- | --- | ------------------ | ----------------------------------------- | --------- | --------------------- | -------------------------------------- |
| Finalista | 1.  | 18. ledna 2004     | Auckland, Nový Zéland                     | tvrdý     | Dominik Hrbatý        | 6–4, 2–6, 5–7                          |
| Vítěz     | 1.  | 15. srpna 2004     | Sopoty, Polsko                            | antuka    | José Acasuso          | 6–3, 6–4                               |
| Vítěz     | 2.  | 20. února 2005     | Costa do Sauípe, Brazílie                 | antuka    | Alberto Martín        | 6–0, 6–7(2–7), 6–1                     |
| Vítěz     | 3.  | 27. února 2005     | Acapulco, Mexiko                          | antuka    | Albert Montañés       | 6–1, 6–0                               |
| Finalista | 2.  | 3. dubna 2005      | Miami, Spojené státy                      | tvrdý     | Roger Federer         | 6–2, 7–6(7–4), 6–7(5–7), 3–6, 1–6      |
| Vítěz     | 4.  | 17. dubna 2005     | Monte Carlo, Monako                       | antuka    | Guillermo Coria       | 6–3, 6–1, 0–6, 7–5                     |
| Vítěz     | 5.  | 24. dubna 2005     | Barcelona, Španělsko                      | antuka    | Juan Carlos Ferrero   | 6–1, 7–6(7–4), 6–3                     |
| Vítěz     | 6.  | 8. května 2005     | Řím, Itálie                               | antuka    | Guillermo Coria       | 6–4, 3–6, 6–3, 4–6, 7–6(8–6)           |
| Vítěz     | 7.  | 5. června 2005     | French Open, Paříž, Francie               | antuka    | Mariano Puerta        | 6–7(6–8), 6–3, 6–1, 7–5                |
| Vítěz     | 8.  | 10. července 2005  | Båstad, Švédsko                           | antuka    | Tomáš Berdych         | 2–6, 6–2, 6–4                          |
| Vítěz     | 9.  | 24. července 2005  | Stuttgart, Německo                        | antuka    | Gastón Gaudio         | 6–3, 6–3, 6–4                          |
| Vítěz     | 10. | 14. srpna 2005     | Montreal, Kanada                          | tvrdý     | Andre Agassi          | 6–3, 4–6, 6–2                          |
| Vítěz     | 11. | 18. září 2005      | Peking, Čína                              | tvrdý     | Guillermo Coria       | 5–7, 6–1, 6–2                          |
| Vítěz     | 12. | 23. října 2005     | Madrid, Španělsko                         | tvrdý (h) | Ivan Ljubičić         | 3–6, 2–6, 6–3, 6–4, 7–6(7–3)           |
| Vítěz     | 13. | 4. března 2006     | Dubaj, Spojené arabské emiráty            | tvrdý     | Roger Federer         | 2–6, 6–4, 6–4                          |
| Vítěz     | 14. | 23. dubna 2006     | Monte Carlo, Monako (2)                   | antuka    | Roger Federer         | 6–2, 6–7(2–7), 6–3, 7–6(7–5)           |
| Vítěz     | 15. | 30. dubna 2006     | Barcelona, Španělsko (2)                  | antuka    | Tommy Robredo         | 6–4, 6–4, 6–0                          |
| Vítěz     | 16. | 14. května 2006    | Řím, Itálie (2)                           | antuka    | Roger Federer         | 6–7(0–7), 7–6(7–5), 6–4, 2–6, 7–6(7–5) |
| Vítěz     | 17. | 11. června 2006    | French Open, Paříž, Francie (2)           | antuka    | Roger Federer         | 1–6, 6–1, 6–4, 7–6(7–4)                |
| Finalista | 3.  | 9. července 2006   | Wimbledon, Londýn, Spojené království     | tráva     | Roger Federer         | 0–6, 6–7(5–7), 7–6(7–2), 3–6           |
| Vítěz     | 18. | 18. března 2007    | Indian Wells Masters, Spojené státy       | tvrdý     | Novak Djoković        | 6–2, 7–5                               |
| Vítěz     | 19. | 22. dubna 2007     | Monte Carlo, Monako (3)                   | antuka    | Roger Federer         | 6–4, 6–4                               |
| Vítěz     | 20. | 29. dubna 2007     | Barcelona, Španělsko (3)                  | antuka    | Guillermo Cañas       | 6–3, 6–4                               |
| Vítěz     | 21. | 13. května 2007    | Řím, Itálie (3)                           | antuka    | Fernando González     | 6–2, 6–2                               |
| Finalista | 4.  | 20. května 2007    | Hamburk, Německo                          | antuka    | Roger Federer         | 6–2, 2–6, 0–6                          |
| Vítěz     | 22. | 10. června 2007    | French Open, Paříž, Francie (3)           | antuka    | Roger Federer         | 6–3, 4–6, 6–3, 6–4                     |
| Finalista | 5.  | 8. července 2007   | Wimbledon, Londýn, Spojené království (2) | tráva     | Roger Federer         | 6–7(7–9), 6–4, 6–7(3–7), 6–2, 2–6      |
| Vítěz     | 23. | 22. července 2007  | Stuttgart, Německo (2)                    | antuka    | Stanislas Wawrinka    | 6–4, 7–5                               |
| Finalista | 6.  | 4. listopadu 2007  | Paříž, Francie                            | koberec   | David Nalbandian      | 4–6, 0–6                               |
| Finalista | 7.  | 6. ledna 2008      | Čennaí, Indie                             | tvrdý     | Michail Južnyj        | 0–6, 1–6                               |
| Finalista | 8.  | 6. dubna 2008      | Miami, Spojené státy (2)                  | tvrdý     | Nikolaj Davyděnko     | 4–6, 2–6                               |
| Vítěz     | 24. | 27. dubna 2008     | Monte-Carlo, Monako (4)                   | antuka    | Roger Federer         | 7–5, 7–5                               |
| Vítěz     | 25. | 4. května 2008     | Barcelona, Španělsko (3)                  | antuka    | David Ferrer          | 6–1, 4–6, 6–1                          |
| Vítěz     | 26. | 18. května 2008    | Hamburk, Německo                          | antuka    | Roger Federer         | 7–5, 6–7(3–7), 6–3                     |
| Vítěz     | 27. | 8. června 2008     | French Open, Paříž, Francie (4)           | antuka    | Roger Federer         | 6–1, 6–3, 6–0                          |
| Vítěz     | 28. | 15. června 2008    | Queen's Club, Londýn, Spojené království  | tráva     | Novak Djoković        | 7–6(8–6), 7–5                          |
| Vítěz     | 29. | 6. července 2008   | Wimbledon, Londýn, Spojené království     | tráva     | Roger Federer         | 6–4, 6–4, 6–7(5–7), 6–7(8–10), 9–7     |
| Vítěz     | 30. | 27. července 2008  | Toronto, Kanada (2)                       | tvrdý     | Nicolas Kiefer        | 6–3, 6–2                               |
| Vítěz     | 31. | 17. srpna 2008     | LOH – Peking, Čína                        | tvrdý     | Fernando González     | 6–3, 7–6(7–2), 6–3                     |
| Vítěz     | 32. | 1. února 2009      | Australian Open, Melbourne, Austrálie     | tvrdý     | Roger Federer         | 7–5, 3–6, 7–6(7–3), 3–6, 6–2           |
| Finalista | 9.  | 15. února 2009     | Rotterdam, Nizozemsko                     | tvrdý     | Andy Murray           | 3–6, 6–4, 0–6                          |
| Vítěz     | 33. | 22. března 2009    | Indian Wells, Spojené státy (2)           | tvrdý     | Andy Murray           | 6–1, 6–2                               |
| Vítěz     | 34. | 19. dubna 2009     | Monte Carlo, Monako (5)                   | antuka    | Novak Djoković        | 6–3, 2–6, 6–1                          |
| Vítěz     | 35. | 26. dubna 2009     | Barcelona, Španělsko (3)                  | antuka    | David Ferrer          | 6–2, 7–5                               |
| Vítěz     | 36. | 3. května 2009     | Řím, Itálie (4)                           | antuka    | Novak Djoković        | 7–6(7–2), 6–2                          |
| Finalista | 10. | 17. května 2009    | Madrid, Španělsko                         | antuka    | Roger Federer         | 4–6, 4–6                               |
| Finalista | 11. | 18. října 2009     | Šanghaj, Čína                             | tvrdý     | Nikolaj Davyděnko     | 6–7(3–7), 3–6                          |
| Finalista | 12. | 9. ledna 2010      | Dauhá, Katar                              | tvrdý     | Nikolaj Davyděnko     | 6–0, 6–7(8–10), 4–6                    |
| Vítěz     | 37. | 18. dubna 2010     | Monte Carlo, Monako (6)                   | antuka    | Fernando Verdasco     | 6–0, 6–1                               |
| Vítěz     | 38. | 2. května 2010     | Řím, Itálie (5)                           | antuka    | David Ferrer          | 7–5, 6–2                               |
| Vítěz     | 39. | 16. května 2010    | Madrid, Španělsko (2)                     | antuka    | Roger Federer         | 6–4, 7–6(7–5)                          |
| Vítěz     | 40. | 6. července 2010   | French Open, Paříž, Francie (5)           | antuka    | Robin Söderling       | 6–4, 6–2, 6–4                          |
| Vítěz     | 41. | 4. července 2010   | Wimbledon, Londýn, Spojené království (2) | tráva     | Tomáš Berdych         | 6–3, 7–5, 6–4                          |
| Vítěz     | 42. | 13. září 2010      | US Open, New York, Spojené státy          | tvrdý     | Novak Djoković        | 6–4, 5–7, 6–4, 6–2                     |
| Vítěz     | 43. | 10. říjen 2010     | Tokio, Japonsko                           | tvrdý     | Gaël Monfils          | 6–1, 7–5                               |
| Finalista | 13. | 28. listopadu 2010 | Turnaj mistrů, Londýn, Spojené království | tvrdý (h) | Roger Federer         | 3–6, 6–3, 1–6                          |
| Finalista | 14. | 20. března 2011    | Indian Wells, Spojené státy               | tvrdý     | Novak Djoković        | 6–4, 3–6, 2–6                          |
| Finalista | 15. | 3. dubna 2011      | Miami, Spojené státy (3)                  | tvrdý     | Novak Djoković        | 6–4, 3–6, 6–7(4–7)                     |
| Vítěz     | 44. | 17. dubna 2011     | Monte Carlo, Monako (7)                   | antuka    | David Ferrer          | 6–4, 7–5                               |
| Vítěz     | 45. | 24. dubna 2011     | Barcelona, Španělsko (6)                  | antuka    | David Ferrer          | 6–2, 6–4                               |
| Finalista | 16. | 8. května 2011     | Madrid, Španělsko (2)                     | antuka    | Novak Djoković        | 5–7, 4–6                               |
| Finalista | 17. | 15. května 2011    | Řím, Itálie                               | sntuka    | Novak Djoković        | 4–6, 4–6                               |
| Vítěz     | 46. | 5. června 2011     | French Open, Paříž, Francie (6)           | antuka    | Roger Federer         | 7–5, 7–6(7–3), 5–7, 6–1                |
| Finalista | 18. | 3. července 2011   | Wimbledon, Londýn, Spojené království (3) | tráva     | Novak Djoković        | 4–6, 1–6, 6–1, 3–6                     |
| Finalista | 19. | 12. září 2011      | US Open, New York, Spojené státy          | tvrdý     | Novak Djoković        | 2–6, 4–6, 7–6(7–3), 1–6                |
| Finalista | 20. | 9. října 2011      | Tokio, Japonsko                           | tvrdý     | Andy Murray           | 6–3, 2–6, 0–6                          |
| Finalista | 21. | 29. ledna 2012     | Australian Open, Melbourne, Austrálie     | tvrdý     | Novak Djoković        | 7–5, 4–6, 2–6, 7–6(7–5), 5–7           |
| Vítěz     | 47. | 22. dubna 2012     | Monte Carlo, Monako (8)                   | antuka    | Novak Djoković        | 6–3, 6–1                               |
| Vítěz     | 48. | 29. dubna 2012     | Barcelona, Španělsko (7)                  | antuka    | David Ferrer          | 7–6(7–1), 7–5                          |
| Vítěz     | 49. | 21. května 2012    | Řím, Itálie (6)                           | antuka    | Novak Djoković        | 7–5, 6–3                               |
| Vítěz     | 50. | 11. června 2012    | French Open, Paříž, Francie (7)           | antuka    | Novak Djoković        | 6–4, 6–3, 2–6, 7–5                     |
| Finalista | 22. | 10. února 2013     | Viña del Mar, Chile                       | antuka    | Horacio Zeballos      | 7–6(7–2), 6–7(6–8), 4–6                |
| Vítěz     | 51. | 17. února 2013     | São Paulo, Brazílie (2)                   | antuka    | David Nalbandian      | 6–2, 6–3                               |
| Vítěz     | 52. | 2. březen 2013     | Acapulco, Mexiko (2)                      | antuka    | David Ferrer          | 6–0, 6–2                               |
| Vítěz     | 53. | 17. březen 2013    | Indian Wells, Spojené státy (3)           | tvrdý     | Juan Martín del Potro | 4–6, 6–3, 6–4                          |
| Finalista | 23. | 21. dubna 2013     | Monte Carlo, Monako                       | antuka    | Novak Djoković        | 2–6, 6–7(1–7)                          |
| Vítěz     | 54. | 28. duben 2013     | Barcelona, Španělsko (8)                  | antuka    | Nicolás Almagro       | 6–4, 6–3                               |
| Vítěz     | 55. | 12. května 2013    | Madrid, Španělsko (3)                     | antuka    | Stanislas Wawrinka    | 6–2, 6–4                               |
| Vítěz     | 56. | 19. května 2013    | Řím, Itálie (7)                           | antuka    | Roger Federer         | 6–1, 6–3                               |
| Vítěz     | 57. | 9. června 2013     | French Open, Paříž, Francie (8)           | antuka    | David Ferrer          | 6–3, 6–2, 6–3                          |
| Vítěz     | 58. | 11. srpna 2013     | Montréal, Kanada (3)                      | tvrdý     | Milos Raonic          | 6–2, 6–2                               |
| Vítěz     | 59. | 18. srpna 2013     | Cincinnati, Spojené státy                 | tvrdý     | John Isner            | 7–6(10–8), 7–6(7–3)                    |
| Vítěz     | 60. | 9. září 2013       | US Open, New York, Spojené státy (2)      | tvrdý     | Novak Djoković        | 6–2, 3–6, 6–4, 6–1                     |
| Finalista | 24. | 6. října 2013      | Peking, Čína                              | tvrdý     | Novak Djoković        | 3–6, 4–6                               |
| Finalista | 25. | 11. listopadu 2013 | Turnaj mistrů, Londýn, Spojené království | tvrdý (h) | Novak Djoković        | 3–6, 4–6                               |
| Vítěz     | 61. | 4. ledna 2014      | Dauhá, Katar                              | tvrdý     | Gaël Monfils          | 6–1, 6–7(5–7), 6–2                     |
| Finalista | 26. | 26. ledna 2014     | Australian Open, Melbourne, Austrálie (2) | tvrdý     | Stanislas Wawrinka    | 3–6, 2–6, 6–3, 3–6                     |
| Vítěz     | 62. | 23. února 2014     | Rio de Janeiro, Brazílie                  | antuka    | Alexandr Dolgopolov   | 6–3, 7–6(7–3)                          |
| Finalista | 27. | 30. března 2014    | Miami, Spojené státy (4)                  | tvrdý     | Novak Djoković        | 3–6, 3–6                               |
| Vítěz     | 63. | 11. května 2014    | Madrid, Španělsko (4)                     | antuka    | Kei Nišikori          | 2–6, 6–4, 3–0skreč                     |
| Finalista | 28. | 18. května 2014    | Řím, Itálie (2)                           | antuka    | Novak Djoković        | 6–4, 3–6, 3–6                          |
| Vítěz     | 64. | 8. června 2014     | French Open, Paříž, Francie (9)           | antuka    | Novak Djoković        | 3–6, 7–5, 6–2, 6–4                     |
| Vítěz     | 65. | 1. března 2015     | Buenos Aires, Argentina                   | antuka    | Juan Mónaco           | 6–4, 6–1                               |
| Finalista | 29. | 10. května 2015    | Madrid, Španělsko                         | antuka    | Andy Murray           | 3–6, 2–6                               |
| Vítěz     | 66. | 14. června 2015    | Stuttgart, Německo (3)                    | tráva     | Viktor Troicki        | 7–6(7–3), 6–3                          |
| Vítěz     | 67. | 2. srpna 2015      | Hamburk, Německo (2)                      | antuka    | Fabio Fognini         | 7–5, 7–5                               |
| Finalista | 30. | 11. října 2015     | Peking, Čína (2)                          | tvrdý     | Novak Djoković        | 2–6, 2–6                               |
| Finalista | 31. | 1. listopadu 2015  | Basilej, Švýcarsko                        | tvrdý (h) | Roger Federer         | 3–6, 7–5, 3–6                          |
| Finalista | 32. | 9. ledna 2016      | Dauhá, Katar (2)                          | tvrdý     | Novak Djoković        | 1–6, 2–6                               |
| Vítěz     | 68. | 17. dubna 2016     | Monte Carlo, Monako (9)                   | antuka    | Gaël Monfils          | 7–5, 5–7, 6–0                          |
| Vítěz     | 69. | 24. dubna 2016     | Barcelona, Španělsko (9)                  | antuka    | Kei Nišikori          | 6–4, 7–5                               |
| Finalista | 33. | 29. ledna 2017     | Australian Open, Melbourne, Austrálie (3) | tvrdý     | Roger Federer         | 4–6, 6–3, 1–6, 6–3, 3–6                |
| Finalista | 34. | 4. března 2017     | Acapulco, Mexiko                          | tvrdý     | Sam Querrey           | 3–6, 6–7(3–7)                          |
| Finalista | 35. | 2. dubna 2017      | Miami, Spojené státy (5)                  | tvrdý     | Roger Federer         | 3–6, 4–6                               |
| Vítěz     | 70. | 23. dubna 2017     | Monte Carlo, Monako (10)                  | antuka    | Albert Ramos-Viñolas  | 6–1, 6–3                               |
| Vítěz     | 71. | 30. dubna 2017     | Barcelona, Španělsko (10)                 | antuka    | Dominic Thiem         | 6–4, 6–1                               |
| Vítěz     | 72. | 14. května 2017    | Madrid, Španělsko (5)                     | antuka    | Dominic Thiem         | 7–6(10–8), 6–4                         |
| Vítěz     | 73. | 11. června 2017    | French Open, Paříž, Francie (10)          | antuka    | Stan Wawrinka         | 6–2, 6–3, 6–1                          |
| Vítěz     | 74. | 10. září 2017      | US Open, New York, Spojené státy (3)      | tvrdý     | Kevin Anderson        | 6–3, 6–3, 6–4                          |
| Vítěz     | 75. | 8. října 2017      | Peking, Čína (2)                          | tvrdý     | Nick Kyrgios          | 6–2, 6–1                               |
| Finalista | 36. | 15. října 2017     | Šanghaj, Čína (2)                         | tvrdý     | Roger Federer         | 4–6, 3–6                               |
| Vítěz     | 76. | 22. dubna 2018     | Monte Carlo, Monako (11)                  | antuka    | Kei Nišikori          | 6–3, 6–2                               |
| Vítěz     | 77. | 29. dubna 2018     | Barcelona, Španělsko (11)                 | antuka    | Stefanos Tsitsipas    | 6–2, 6–1                               |
| Vítěz     | 78. | 20. května 2018    | Řím, Itálie (8)                           | antuka    | Alexander Zverev      | 6–1, 1–6, 6–3                          |
| Vítěz     | 79. | 10. června 2018    | French Open, Paříž, Francie (11)          | antuka    | Dominic Thiem         | 6–4, 6–3, 6–2                          |
| Vítěz     | 80. | 12. srpna 2018     | Toronto, Kanada (4)                       | tvrdý     | Stefanos Tsitsipas    | 6–2, 7–6(7–4)                          |
| Finalista | 37. | 27. ledna 2019     | Australian Open, Melbourne, Austrálie     | tvrdý     | Novak Djoković        | 3–6, 2–6, 3–6                          |
| Vítěz     | 81. | 19. května 2019    | Řím, Itálie (9)                           | antuka    | Novak Djoković        | 6–0, 4–6, 6–1                          |
| Vítěz     | 82. | 9. června 2019     | French Open, Paříž, Francie (12)          | antuka    | Dominic Thiem         | 6–3, 5–7, 6–1, 6–1                     |
| Vítěz     | 83. | 11. srpna 2019     | Montréal, Kanada (5)                      | tvrdý     | Daniil Medveděv       | 6–3, 6–0                               |
| Vítěz     | 84. | 8. září 2019       | US Open, New York, Spojené státy (4)      | tvrdý     | Daniil Medveděv       | 7–5, 6–3, 5–7, 4–6, 6–4                |
| Vítěz     | 85. | 29. února 2020     | Acapulco, Mexiko (3)                      | tvrdý     | Taylor Fritz          | 6–3, 6–2                               |
| Vítěz     | 86. | 11. října 2020     | French Open, Paříž, Francie (13)          | antuka    | Novak Djoković        | 6–0, 6–2, 7–5                          |
| Vítěz     | 87. | 25. dubna 2021     | Barcelona, Španělsko (12)                 | antuka    | Stefanos Tsitsipas    | 6–4, 6–7(6–8), 7–5                     |
| Vítěz     | 88. | 16. května 2021    | Řím, Itálie (10)                          | antuka    | Novak Djoković        | 7–5, 1–6, 6–3                          |
| Vítěz     | 89. | 9. ledna 2022      | Melbourne, Austrálie                      | tvrdý     | Maxime Cressy         | 7–6(8–6), 6–3                          |
| Vítěz     | 90. | 30. ledna 2022     | Australian Open, Melbourne, Austrálie (2) | tvrdý     | Daniil Medveděv       | 2–6, 6–7(5–7), 6–4, 6–4, 7–5           |
| Vítěz     | 91. | 26. února 2022     | Acapulco, Mexiko (4)                      | tvrdý     | Cameron Norrie        | 6–4, 6–4                               |
| Finalista | 38. | 20. března 2022    | Indian Wells, Spojené státy               | tvrdý     | Taylor Fritz          | 3–6, 6−7(5–7)                          |
| Vítěz     | 92. | 5. června 2022     | French Open, Paříž, Francie (14)          | antuka    | Casper Ruud           | 6–3, 6–3, 6–0                          |
| Finalista | 39. | 21. července 2024  | Båstad, Švédsko                           | antuka    | Nuno Borges           | 3–6, 2–6                               |

### Čtyřhra: 15 (11–4)
| Legenda                     |
| --------------------------- |
| Grand Slam (0)              |
| Letní olympijské hry (1–0)  |
| Turnaj mistrů (0)           |
| ATP Tour Masters 1000 (3–0) |
| ATP Tour 500 (1–2)          |
| ATP Tour 250 (6–2)          |

| Finále dle povrchu |
| ------------------ |
| tvrdý (9–1)        |
| antuka (2–3)       |
| tráva (0–0)        |
| koberec (0–0)      |

| Finále dle místa |
| ---------------- |
| venku (11–4)     |
| hala (0–0)       |

| Stav      | č.  | datum             | turnaj                          | povrch | spoluhráč           | soupeři ve finále               | výsledek              |
| --------- | --- | ----------------- | ------------------------------- | ------ | ------------------- | ------------------------------- | --------------------- |
| Vítěz     | 1.  | 27. července 2003 | Umag, Chorvatsko                | antuka | Álex López Morón    | Todd Perry Thomas Šimada        | 6–1, 6–3              |
| Vítěz     | 2.  | 11. ledna 2004    | Čennaí, Indie                   | tvrdý  | Tommy Robredo       | Jonatan Erlich Andy Ram         | 7–6(7–3), 4–6, 6–3    |
| Vítěz     | 3.  | 9. ledna 2005     | Dauhá, Katar                    | tvrdý  | Albert Costa        | Andrei Pavel Michail Južnyj     | 6–3, 4–6, 6–3         |
| Finalista | 1.  | 24. dubna 2005    | Barcelona, Španělsko            | antuka | Feliciano López     | Leander Paes Nenad Zimonjić     | 3–6, 3–6              |
| Finalista | 2.  | 8. ledna 2007     | Čennaí, Indie                   | tvrdý  | Tomeu Salvà         | Xavier Malisse Dick Norman      | 6–7(4–7), 6–7(4–7)    |
| Finalista | 3.  | 30. dubna 2007    | Barcelona, Španělsko            | antuka | Tomeu Salvà         | Andrei Pavel Alexander Waske    | 3–6, 6–7(1–7)         |
| Vítěz     | 4.  | 27. dubna 2008    | Monte Carlo, Monako             | antuka | Tommy Robredo       | Maheš Bhúpatí Mark Knowles      | 6–3, 6–3              |
| Vítěz     | 5.  | 9. ledna 2009     | Dauhá, Katar (2)                | tvrdý  | Marc López          | Daniel Nestor Nenad Zimonjić    | 4–6, 6–4, [10–8]      |
| Vítěz     | 6.  | 20. března 2010   | Indian Wells, Spojené státy     | tvrdý  | Marc López          | Daniel Nestor Nenad Zimonjić    | 7–6(10–8), 6–3        |
| Vítěz     | 7.  | 7. ledna 2011     | Dauhá, Katar (3)                | tvrdý  | Marc López          | Daniele Bracciali Andreas Seppi | 6–3, 7–6(7–4)         |
| Vítěz     | 8.  | 17. března 2012   | Indian Wells, Spojené státy (2) | tvrdý  | Marc López          | John Isner Sam Querrey          | 6–2, 7–6(7–3)         |
| Finalista | 4.  | 10. února 2013    | Viña del Mar, Chile             | antuka | Juan Mónaco         | Paolo Lorenzi Potito Starace    | 2–6, 4–6              |
| Vítěz     | 9.  | 9. ledna 2015     | Dauhá, Katar (4)                | tvrdý  | Juan Mónaco         | Julian Knowle Philipp Oswald    | 6–3, 6–4              |
| Vítěz     | 10. | 12. srpna 2016    | LOH – Rio de Janeiro, Brazílie  | tvrdý  | Marc López          | Florin Mergea Horia Tecău       | 6–2, 3–6, 6–4         |
| Vítěz     | 11. | 9. října 2016     | Peking, Čína                    | tvrdý  | Pablo Carreño Busta | Jack Sock Bernard Tomic         | 6−7(6−8), 6−2, [10−8] |

## Utkání o olympijské medaile

### Mužská dvouhra: 1 (1 zlato)
| Medaile | č. | datum          | turnaj            | povrch | soupeř v boji o medaili | výsledek           |
| ------- | -- | -------------- | ----------------- | ------ | ----------------------- | ------------------ |
| Zlato   | 1. | 17. srpna 2008 | LOH, Peking, Čína | tvrdý  | Fernando González       | 6–3, 7–6(7–2), 6–3 |

### Mužská čtyřhra: 1 (1 zlato)
| Medaile | č. | datum          | turnaj                             | povrch | spoluhráč  | soupeři v boji o medaili  | výsledek      |
| ------- | -- | -------------- | ---------------------------------- | ------ | ---------- | ------------------------- | ------------- |
| Zlato   | 1. | 12. srpna 2016 | LOH 2016, Rio de Janeiro, Brazílie | tvrdý  | Marc López | Florin Mergea Horia Tecău | 6–2, 3–6, 6–4 |

## Chronologie výsledků na Grand Slamu

### Dvouhra
| Turnaj          | 2003    | 2004    | 2005    | 2006  | 2007    | 2008  | 2009    | 2010  | 2011  | 2012    | 2013    | 2014    | 2015    | 2016    | 2017    | 2018  | 2019  | 2020  | 2021 | 2022    | 2023    | 2024    | SR      | V–P    |
| --------------- | ------- | ------- | ------- | ----- | ------- | ----- | ------- | ----- | ----- | ------- | ------- | ------- | ------- | ------- | ------- | ----- | ----- | ----- | ---- | ------- | ------- | ------- | ------- | ------ |
| Australian Open | A       | 3. kolo | 4. kolo | A     | ČF      | SF    | Vítěz   | ČF    | ČF    | F       | A       | F       | ČF      | 1. kolo | F       | ČF    | F     | ČF    | ČF   | Vítěz   | 2. kolo | A       | 2 / 18  | 72–16  |
| French Open     | A       | A       | Vítěz   | Vítěz | Vítěz   | Vítěz | 4. kolo | Vítěz | Vítěz | Vítěz   | Vítěz   | Vítěz   | ČF      | 3. kolo | Vítěz   | Vítěz | Vítěz | Vítěz | SF   | Vítěz   | A       | 1. kolo | 14 / 19 | 112–4  |
| Wimbledon       | 3. kolo | A       | 2. kolo | F     | F       | Vítěz | A       | Vítěz | F     | 2. kolo | 1. kolo | 4. kolo | 2. kolo | A       | 4. kolo | SF    | SF    | NH    | A    | SF      | A       | A       | 2 / 15  | 58–12  |
| US Open         | 2. kolo | 2. kolo | 3. kolo | ČF    | 4. kolo | SF    | SF      | Vítěz | F     | A       | Vítěz   | A       | 3. kolo | 4. kolo | Vítěz   | SF    | Vítěz | A     | A    | 4. kolo | A       | A       | 4 / 16  | 67–12  |
| výhry–prohry    | 3–2     | 3–2     | 13–3    | 17–2  | 20–3    | 24–2  | 15–2    | 25–1  | 23–3  | 14–2    | 14–1    | 16–2    | 11–4    | 5–2     | 23–2    | 21–3  | 24–2  | 11–1  | 9–2  | 22–1    | 1–1     | 0–1     | 22 / 68 | 314–44 |

Vysvětlivky
1. ↑  Nadal odstoupil před třetím kolem French Open 2016 pro poranění zápěstí. Neodehrané utkání tak nebylo započítáno jako prohraný zápas.
2. ↑  Nadal odstoupil před semifinále Wimbledonu 2022. Neodehrané utkání tak nebylo započítáno jako prohraný zápas.
3. ↑  Nadal postoupil bez boje ve druhém kole US Open 2019. Neodehrané utkání tak nebylo započítáno jako vyhraný zápas.

| Legenda | Legenda                                   | Legenda | Legenda                     |
| ------- | ----------------------------------------- | ------- | --------------------------- |
| SR      | poměr vyhraných turnajů ku všem odehraným | W–L V–P | výhry–prohry                |
| NH      | daný rok se turnaj nekonal                | A       | turnaje se hráč nezúčastnil |
| 1Q / LQ | prohra v (kole) kvalifikace               | 1k / 1R | prohra v daném kole turnaje |
| QF / ČF | prohra ve čtvrtfinále                     | SF      | prohra v semifinále         |
| F       | prohra ve finále                          | Vítěz   | vítězství v turnaji         |

## Postavení na konečném žebříčku ATP

### Dvouhra
| Rok    | 2001 | 2002   | 2003  | 2004  | 2005 | 2006 | 2007 | 2008 | 2009 | 2010 | 2011 | 2012 | 2013 | 2014 | 2015 | 2016 | 2017 | 2018 | 2019 | 2020 | 2021 | 2022 | 2023   |
| Pořadí | 818. | ▲ 235. | ▲ 47. | ▼ 51. | ▲ 2. | ▬ 2. | ▬ 2. | ▲ 1. | ▼ 2. | ▲ 1. | ▼ 2. | ▼ 4. | ▲ 1. | ▼ 3. | ▼ 5. | ▼ 9. | ▲ 1. | ▼ 2. | ▲ 1. | ▼ 2. | ▼ 6. | ▲ 2. | ▼ 670. |

### Čtyřhra
| Rok    | 2001  | 2002    | 2003   | 2004  | 2005  | 2006   | 2007   | 2008  | 2009   | 2010  | 2011   | 2012  | 2013   | 2014   | 2015  | 2016   | 2017   | 2018 | 2019 | 2020 | 2021   | 2022    | 2023 |
| Pořadí | 1537. | ▲ 1116. | ▲ 179. | ▲ 46. | ▼ 50. | ▼ 314. | ▲ 118. | ▲ 92. | ▼ 132. | ▲ 79. | ▼ 113. | ▲ 68. | ▼ 384. | ▼ 805. | ▲ 88. | ▼ 132. | ▼ 542. | —    | —    | 475. | ▼ 511. | ▼ 1146. | —    |